# Kuwŏl-san
Kuwŏl-san är ett berg i Nordkorea.   Det ligger i provinsen Södra Hwanghae, i den sydvästra delen av landet, 70 km sydväst om huvudstaden Pyongyang. Toppen på Kuwŏl-san är 937 meter över havet. Arean är 110 kvadratkilometer.
Terrängen runt Kuwŏl-san är huvudsakligen kuperad. Kuwŏl-san är den högsta punkten i trakten. Runt Kuwŏl-san är det tätbefolkat, med 276 invånare per kvadratkilometer. Omgivningarna runt Kuwŏl-san är en mosaik av jordbruksmark och naturlig växtlighet.